# 하타나키 제2댐

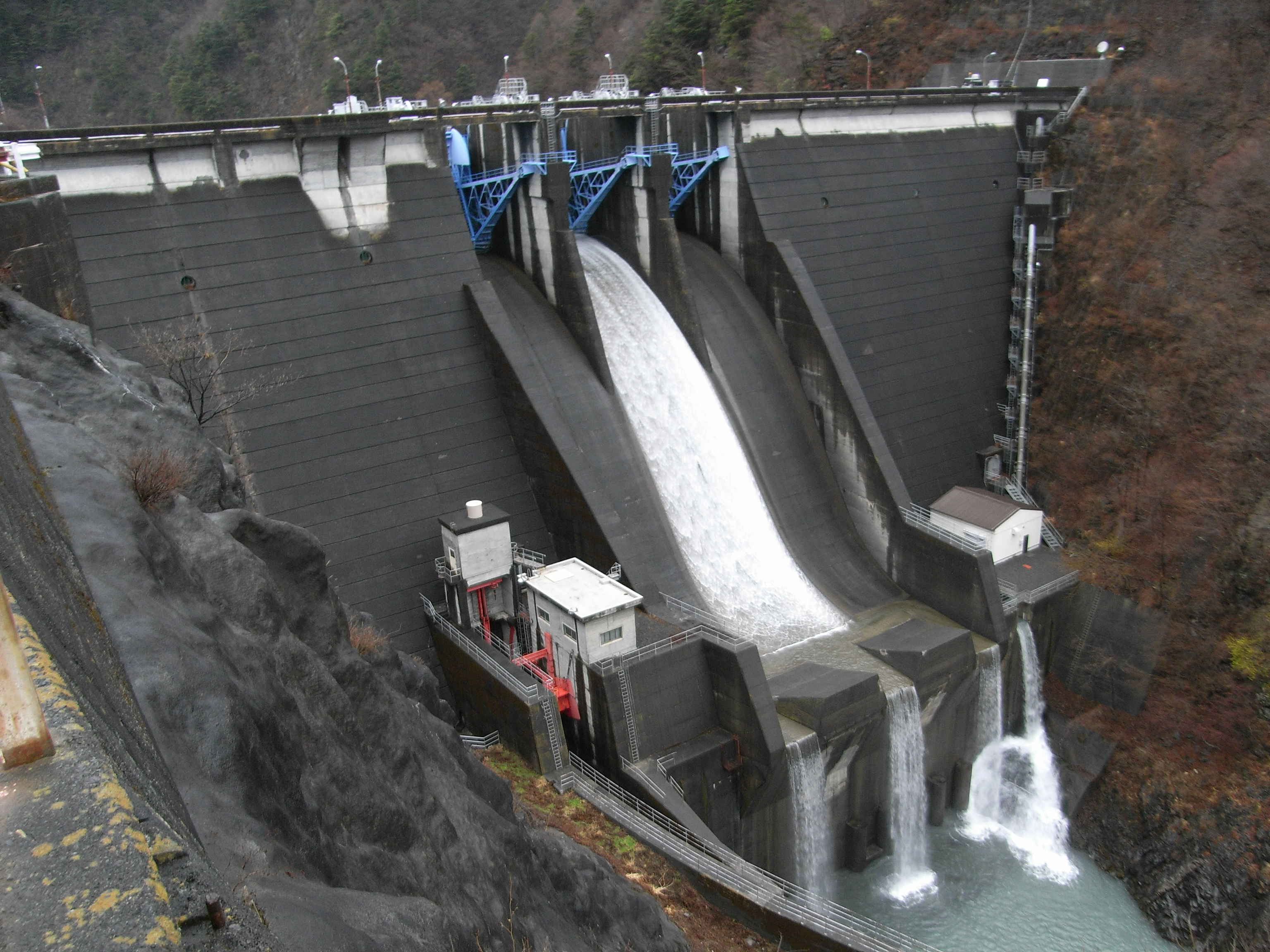

하타나기 제2댐(Hatanagi dai-ni-damu)은 오이강에서 흘러 내려온 물을 받아 서 모아 건설된 아오이 구, 시즈오카 시, 시즈오카 현에 있다. 콘크리트 중력 댐으로 주부 전력 회사 소유의 수력 발전소이다. 일본 중 혼슈 지역에 전기를 공급하는 주요 발전소 중 하나이다. 또한 일본의 주요 수력 발전소 중 하나이다.

## 역사
수력 발전을 위한 오이 강 계곡의 잠재된 힘은 20세기 초 메이지 유신 정부에 의해 실현되었다. 오이 강은 많은 양의 흐름과 빠른 유속이 특징이다. 산이 많은 상류와 높은 지류는 가파른 계곡과 풍부한 강우량이 있었고 인구가 드물었다. 이 댐의 설계 작업은 1902년 일본 전력 공사 (日本発送電株式会社, Nippon Hassoden K.K))에 의해 시작되었으며 1927년에 오이 강의 첫 번째 댐인 타시로 댐이라라 불리는 댐이 완성되었다. 추가 작업은 1930년대의 대공황과 1940년대의 제2차 세계 대전으로 인해 중단되었다. 그러나 그 후 1950년대 초에 일본의 전기 에너지 수요는 기하급수적으로 증가했다. 그 때문에 이 댐 건설 작업이 다시 시작되었다. 오이가와 철도 이카 와선은 이 댐 건설을 용이하게하기 위해 확장되었고 새로 설립 된 주부 전력은 1958년 9월 10일 유엔 재건 개발 은행으로부터 운영 자금을 대출 받았다. 그후 자금을 대출 받은 주부 전력은 댐 건설에 박차를 가하였다. 그후 댐 건설은 1961년 12월에 완료되었고, 1962년 초에 가동이 시작되었다. 그리고 그 이후 현재까지 가동 중이다.

## 설계
하타 나기 프로젝트는 하타나기 댐 하류에 있는 하타나기 2호 댐에 의해 생성 된 인공 호수로 하타 나기 댐에서 방출되는 물을 흘려 보내 양수 저장 수력 발전 시설로 설계되었다. 하타나기 1호 발전소의 가역 터빈 발전기는 전력 발전기 또는 펌프로 작동하여 수요가 적은 시간에 저수지로 물의 흐름을 되돌리도록 설계되었다.

## 주위
하타나기 2호 발전소는 높은 산, 숲이 있는 일본에서 인기있는 휴양지 지역 인 미나미알프스 국립 공원에 있다. 댐과 호수로의 도로 접근은 시즈오카 현 60번 현도 라 불리는 어느 한 도로를 통해 이카와 역까지 버스로 연결되거나 시즈오카역으로 도로로 연결된다. 이 댐 발전소는 일본 정부 지침에 따라 일반인에게 공개되지 아니 한다. 주위에는 미나미알프스 국립 공원이 있어 주변 도시와는 멀리 떨어져 있다.

## 같이 보기
- 하타 나키 수력 발전 제1댐
- 일본의 발전소 목록
- 혼슈
- 일본의 전력
- 미나미 알프스 국립공원

## 참고 문헌
- CRC Press (2009).ISBN 978-0-415-49432-8